# チョーク・リバー研究所
チョーク・リバー研究所（チョーク・リバーけんきゅうじょ、Chalk River Laboratories：正式名 Chalk River Nuclear Laboratories）はカナダにある原子力研究機関である。オンタリオ州のチョーク・リバーの近郊にある。 

## 沿革
1942年にイギリスとカナダの研究者が共同して、NRC（National Research Council of Canada：カナダ国家研究会議）の下に原子力研究施設として、モントリオール研究所が作られた。
1944年に チョーク・リバー研究所が開所された。1945年には、アメリカ合衆国外では最初の核反応施設である重水試験炉ZEEP（Zero Energy Experimental Pile）が作られた。1946年モントリオール研究所は閉鎖され、チョーク・リバー研究所に集約された。1947年、天然ウラン燃料のフルスケール重水研究炉NRX（National Research eXperimental）が運転を開始した。
1952年に核の平和利用をはかるために、カナダ原子力公社AECL（Atomic Energy of Canada Limited）が設立され、チョーク・リバー研究所もNRCからAECLに移管された。
同年12月12日、試験原子炉NRXで原子炉が暴走、燃料棒が溶融する原子力事故が発生。後年、国際原子力事象評価尺度レベル5と判定された。
1950年代から2000年代、多くの核反応研究施設が設置され、医療用や科学実験用の放射性物質が生産された。医療用の放射性物質の世界の生産量の半分を生産している。カナダ最初の原子炉も近くに建設された（Nuclear Power Demonstration (NPD)はCANDU炉(カナダ型重水炉)）。